# Ерув

План Одеси з позначеною межею ерува (1913 р)

Ерув (івр. עירוב, עֵרוּב, дав-євр. ערובין, Ерувін) — галахічний принцип що дозволяє об'єднати подвір'я району чи міста спільною символічною огорожею аби дозволити виконувати у Шабат деякі дії що були б заборонені без неї. Найчастіше вживається для позначення власне такої огорожі або обмеженого нею простору.
Закони і принципи еруву початково встановлені мудрецями Талмуду в Мішні та Ґемарі (трактати «Ерувін» та «Шаббат»), а пізніше були доповнені Рамбамом в «Мішне Тора» (книга «Зманім», розділи «Шаббат» та «Ерувін»), Яковом бен Ашером в збірці «Арбаа турім» («Орах хаїм»).

## Шабатні обмеження
Юдейська традиція забороняє виконувати у Шабат 39 видів робот пов'язаних з будівництвом Мішкану. 
Серед обмежень настанова не залишати свого міста, заборона переносити предмети з одного маєтку до іншого та інші.

### Заборона перенесення речей
Для виконання шабатних заповідей Мішна встановлює чотири типи місцевості. Належність до певної категорії (типу власності) на залежить від форми власності в юридичному сенсі, а визначається за формою відповідного місця. 
- Приватний маєток (івр. רשות היחיד, решут га-яхід) — будинки, подвір'я або будь який інший простір що має розмір більший ніж 4 на 4 долоні (32Х32 см) та знаходиться хоча б на 10 долонь (80 см) вище чи нижче від прилеглої території (пагорби, ями) або відокремлений огорожею такої самої висоти[b].
- Спільний маєток (івр. רשות הרבים, решут га-рабім) — багатолюдні вулиці, площі дороги між містами ширші за 16 ліктів (8 м). Прилеглі до них вужчі вулиці різні автори відносять до спільної власності або до «кармеліту».
- «Кармеліт» (івр. כרמלית) — відкрита безлюдна місцевість: пустелі, водойми, поля[c] тощо.
- Вільне місце (івр. מקום פטור, маком патур) — місце вужче або коротше ніж 4 долоні (32 см) але вище чи глибше ніж 3 долоні (24 см.), наприклад вузкі комунікаційні шафи або траншеї, пожежні гідранти, паркомати[6].

Заборона у будь-який спосіб переміщати речі  між місцями що належать до різних категорій та переміщувати речі що знаходяться у спільному маєтку або кармеліті на відстань більшу ніж 4 лікті встановлена Мішною і базується на вказівках П'ятикнижжя: «Ні чоловік, ні жінка нехай не роблять уже нічого на приношення для святині» Вих. 36:6 та «І не носіть тягару́ з домів ваших субо́тнього дня» (Єр. 17:22).

### Тхум Шабат
Галаха обмежує пересування в Шабат відстанню в 2000 локтей. «Сидіть кожен у себе, — нехай сьомого дня не виходить ніхто з свого місця» (Вих. 16:29)

## Ерув хацерот
Символічне об'єднання кількох приватних просторів дозволяє розглядати їх як єдиний загальний приватний простір у якому не діятиме заборона переміщення речей між його складовими. Для об'єднання кількох приватних маєтків обнесених спільною огорожею застосовують ритуал «Ерув хацерот» (івр. עירוב חצרות, «Об'єднання дворів»). Він полягає у розміщені у спільному дворі їжі призначеної для всіх мешканців об'єднуваних частин.  яка з'єднає прилеглі до нього приватні двори чи помешкання. 